# 영철버거
영철버거는 고려대학교 앞에서 샌드위치와 햄버거의 중간 정도 되는 버거 노점상으로 시작된 대한민국의 버거 업체이다. 고려대학교 앞에서 이영철 사장이 긴 빵 사이에 고기와 양배추를 볶아 만든 소를 넣은 '스트리트버거'를 팔면서 시작되었다.
고급화 전략이 실패하면서 경영이 어려워지자 2015년 6월에 고대본점이 휴업에 들어갔고 2015년 7월 본점 폐점 결정이 내려졌다. 그러나 고려대학교 학생들이 주도한 크라우드 펀딩 운동이 성공해 2015년 11월에 재개업하였다.